# John Gottowt
Isidor Gesang, connu sous le nom de scène John Gottowt, (né le 15 juin 1881 à Lemberg, Autriche-Hongrie ; mort le 29 août 1942  à Wieliczka, Pologne) est un acteur et un metteur en scène.

## Biographie
Il est né dans une famille juive de Galicie. Après des études à Vienne, John Gottowt rejoignit en 1905 le Deutsches Theater de Berlin, travaillant comme acteur et metteur en scène pour Max Reinhardt.
Sa première apparition date de 1913 où il joua dans L'Étudiant de Prague, réalisé par Paul Wegener. Parmi ses rôles les plus importants, on peut citer ceux qu'il joua dans Genuine de Robert Wiene, Algol d'Hans Werckmeister ou Nosferatu le vampire de Friedrich Wilhelm Murnau.
John Gottowt fit plusieurs films avec son beau-frère, Henrik Galeen, mais, en tant que juif, il fut interdit d'exercer à partir de 1933.
John Gottowt fut tué en 1942 par un SS.

## Filmographie partielle
- 1913 : L'Étudiant de Prague de Hanns Heinz Ewers
- 1920 : Algol de Hans Werckmeister
- 1920 : Le Bossu et la Danseuse de Friedrich Wilhelm Murnau
- 1920 : Genuine de Robert Wiene
- 1920 : Die Nacht der Königin Isabeau de Robert Wiene
- 1922 : Nosferatu le vampire de Friedrich Wilhelm Murnau